# 瑞光 (大阪市)
瑞光（ずいこう）は大阪府大阪市東淀川区の地名。現行行政地名は瑞光一丁目から瑞光五丁目。

## 歴史
瑞光の歴史は古く、地域の発展とともに歩んできた。江戸時代には農村地帯として栄え、多くの農作物が生産されていた。明治時代に入ると、鉄道の開通により交通の便が向上し、徐々に都市化が進んだ。昭和時代には工業地帯としても発展し、多くの工場が立地した。現在では、住宅地としての性格が強まり、静かな住環境が広がっている。瑞光寺などの歴史的な建造物も多く残されており、地域の歴史を感じることができる場所である。
- 2025年（令和7年）7月5日 - 瑞光2丁目の大隅交差点において、埋設されていた工業用水道管が破裂。付近の道路が冠水して翌日まで交通障害が発生した[6]。

## 世帯数と人口
2019年（平成31年）3月31日現在の世帯数と人口は以下の通りである。
| 丁目       | 世帯数    | 人口    |
| ---------- | --------- | ------- |
| 瑞光一丁目 | 1,042世帯 | 1,564人 |
| 瑞光二丁目 | 909世帯   | 1,527人 |
| 瑞光三丁目 | 773世帯   | 1,295人 |
| 瑞光四丁目 | 779世帯   | 1,314人 |
| 瑞光五丁目 | 810世帯   | 1,540人 |
| 計         | 4,313世帯 | 7,240人 |

### 人口の変遷
国勢調査による人口の推移。
| 1995年（平成7年）  | 7,382人 | [ 7 ]  |  |
| 2000年（平成12年） | 7,433人 | [ 8 ]  |  |
| 2005年（平成17年） | 7,131人 | [ 9 ]  |  |
| 2010年（平成22年） | 6,924人 | [ 10 ] |  |
| 2015年（平成27年） | 7,218人 | [ 11 ] |  |

### 世帯数の変遷
国勢調査による世帯数の推移。
| 1995年（平成7年）  | 3,520世帯 | [ 7 ]  |  |
| 2000年（平成12年） | 3,766世帯 | [ 8 ]  |  |
| 2005年（平成17年） | 3,728世帯 | [ 9 ]  |  |
| 2010年（平成22年） | 3,793世帯 | [ 10 ] |  |
| 2015年（平成27年） | 3,934世帯 | [ 11 ] |  |

## 事業所
2016年（平成28年）現在の経済センサス調査による事業所数と従業員数は以下の通りである。
| 丁目       | 事業所数  | 従業員数 |
| ---------- | --------- | -------- |
| 瑞光一丁目 | 148事業所 | 1,275人  |
| 瑞光二丁目 | 75事業所  | 435人    |
| 瑞光三丁目 | 62事業所  | 417人    |
| 瑞光四丁目 | 39事業所  | 568人    |
| 瑞光五丁目 | 16事業所  | 136人    |
| 計         | 340事業所 | 2,831人  |

## 経済

### 産業

#### 店・企業
| 1丁目 - 大阪市農協東淀川支店 - 御菓子司佐賀屋 - 菓匠あさだ上新庄店 - 餃子の王将上新庄店 - 阪口建材店 - 炭火焼鳥ちんどん上新庄店 - セブン-イレブン大阪瑞光1丁目店 - ローソン上新庄駅前店 - チェリー薬局 - のりを上新庄店（居酒屋） - 東淀川上新庄郵便局（日本郵政グループ） - ラーメン家族上新庄店 - りそな銀行上新庄支店 - マクドナルド上新庄駅前店 - 松屋上新庄店 - 珉珉上新庄駅前店（中華料理） | 2丁目 - 岩崎運輸倉庫 - 大阪信用金庫上新庄支店 - 西森組 - ファミリーマート東淀川瑞光店 3丁目 - 大阪貼合 - 岡崎精工 - 川本製作所大阪支店 4丁目 - 江口橋コスモ薬局 - 大阪冶金興業 - 昌光産業瑞光営業所 - 東洋機械 - 東淀川瑞光郵便局（日本郵政グループ） - ローソン東淀川瑞光店 |

## 地域

### 教育
1丁目
- 美鳩幼稚園

4丁目
- 瑞光幼稚園
- 大阪市立瑞光中学校

5丁目
- 大阪市立大隅東小学校

### 健康

#### 医療機関
| 1丁目 - 江口医院 - 清水クリニック - 寺井矯正歯科クリニック - 西原クリニック - 浜田整形外科 - やすらぎ医院 2丁目 - 井上医院 - 木原歯科医院 - 堀田歯科医院 4丁目 - 入来院歯科 - 上畑眼科クリニック - 近藤内科クリニック - 坂本産婦人科クリニック 5丁目 - 東歯科医院 - 横井整形外科 | 1丁目 - 税理士法人杉井総合会計 新島事務所 - にいじま会計事務所（所長税理士・新島亮市）は、税理士法人杉井総合会計事務所と2019年1月1日付けで経営統合した。 - やつづか司法書士事務所 - 司法書士・行政書士よどがわ事務所 2丁目 - 松岡政男会計事務所 3丁目 - 北出三千代税理士事務所 - 榊原秀之税理士事務所 4丁目 - TKD総合会計事務所 - 代表者は公認会計士・税理士の徳田元憲。 |

### 施設

#### 宗教
| 1丁目 - 金光教上新庄教会 - 明浄寺（日蓮宗） 2丁目 - 瑞光寺（臨済宗妙心寺派） | 2丁目 - 瑞光寺公園 |

## 交通
鉄道
- 3丁目と4丁目の境に瑞光四丁目駅（Osaka Metro今里筋線）がある。
- 1丁目の西はずれに上新庄駅（阪急京都本線）がある。

道路
- 大阪内環状線（国道479号、1丁目と2丁目の境を横断するように通る。）
- 大阪府道16号大阪高槻線（4丁目と5丁目の境を横断するように通る。）

## その他

### 日本郵便
- 〒533-0005[3]（集配局：東淀川郵便局[16]）